# DDR-Liga 1950/51
In 1950/51 werd het eerste seizoen van de DDR-Liga gespeeld, de tweede klasse van de DDR. Dit seizoen heette de competitie nog de DS-Liga. 
Er zouden aanvankelijk 16 clubs deelnemen in één groep. Drie uit elke deelstaat en daarbovenop Union Oberschöneweide uit Berlijn. Doordat er meerdere clubs uit Berlijn bij kwamen en Oberschöneweide toch naar de DDR-Oberliga ging kwamen er twee groepen van tien clubs. 

## Eindstand

### Groep Noord
| Plaats | Club                    | Wed. | W  | G | V  | Saldo | Ptn. |
| ------ | ----------------------- | ---- | -- | - | -- | ----- | ---- |
| 1.     | BSG Anker Wismar        | 18   | 13 | 2 | 3  | 55:23 | 28   |
| 2.     | SG Volkspolizei Potsdam | 18   | 13 | 2 | 3  | 41:15 | 28   |
| 3.     | BSG Einheit Burg        | 18   | 12 | 2 | 4  | 55:25 | 26   |
| 4.     | BSG Chemie Großräschen  | 18   | 8  | 3 | 7  | 34:35 | 19   |
| 5.     | SG Hohenschönhausen     | 18   | 7  | 5 | 6  | 41:47 | 19   |
| 6.     | BSG Lokomotive Cottbus  | 18   | 7  | 2 | 9  | 35:35 | 16   |
| 7.     | BSG Einheit Schwerin    | 18   | 5  | 3 | 10 | 30:40 | 13   |
| 8.     | BSG Textil Cottbus      | 18   | 5  | 2 | 11 | 22:42 | 12   |
| 9.     | BSG Einheit Wismar      | 18   | 3  | 5 | 10 | 25:40 | 11   |
| 10.    | SSV Köpenick            | 18   | 4  | 0 | 14 | 15:51 | 8    |

#### Finale
| Team 1                  | Uitslag | Team 2           |
| ----------------------- | ------- | ---------------- |
| SG Volkspolizei Potsdam | 1:2     | BSG Anker Wismar |

#### Topschutters
|    | Speler            | Club                 | Goals |
| -- | ----------------- | -------------------- | ----- |
| 1. | Gerhard Hänsicke  | Volkspolizei Potsdam | 18    |
| 2. | Rudolf Dobritz    | Einheit Burg         | 14    |
| 3. | W. Peterson       | Einheit Schwerin     | 13    |
| 4. | Heinz Minuth      | Anker Wismar         | 13    |
| 5. | Georg Morawitz    | Einheit Burg         | 11    |
| 6. | Heinz Machalinski | Hohenschönhausen     | 11    |

### Groep Zuid
| Plaats | Club                       | Wed. | W  | G | V  | Saldo | Ptn. |
| ------ | -------------------------- | ---- | -- | - | -- | ----- | ---- |
| 1.     | BSG Zentrag Wismut Aue     | 18   | 12 | 3 | 3  | 50:15 | 27   |
| 2.     | BSG Chemie Zeitz           | 18   | 9  | 6 | 3  | 36:23 | 24   |
| 3.     | BSG Einheit Ost-Leipzig    | 18   | 9  | 5 | 4  | 48:20 | 23   |
| 4.     | BSG Schuhmetro Weißenfels  | 18   | 9  | 5 | 4  | 40:22 | 23   |
| 5.     | BSG Freiheit Wismut Lauter | 18   | 7  | 6 | 5  | 40:18 | 20   |
| 6.     | BSG FeWa Chemnitz          | 18   | 8  | 4 | 6  | 35:24 | 20   |
| 7.     | BSG Mechanik Jena          | 18   | 8  | 2 | 8  | 37:33 | 18   |
| 8.     | BSG Chemie Lauscha         | 18   | 5  | 6 | 7  | 33:40 | 16   |
| 9.     | BSG Motor Nordhausen       | 18   | 2  | 1 | 15 | 21:79 | 5    |
| 10.    | BSG Concordia Wilhelmsruh  | 18   | 2  | 0 | 16 | 17:83 | 4    |

#### Topschutters
|    | Speler             | Club                   | Goals |
| -- | ------------------ | ---------------------- | ----- |
| 1. | Armin Günther      | Zentrag Wismut Aue     | 17    |
| 2. | Friedhold Schüller | Freiheit Wismut Lauter | 16    |
| 3. | Karl Braunert      | Einheit Ost-Leipzig    | 13    |
| 4. | Sigfried Wolf      | Zentrab Wismut Aue     | 12    |

### Finale
| Team 1             | Uitslag | Team 2           |
| ------------------ | ------- | ---------------- |
| Zentrag Wismut Aue | 3:0     | BSG Anker Wismar |

| Legende                                               |
| ----------------------------------------------------- |
| Promotie naar de DDR-Oberliga                         |
| Degradatie naar Bezirksliga                           |
| (A) Degradant uit DDR-Oberliga vorig seizoen          |
| (N) Promovendi Verbandsliga, Landesliga vorig seizoen |

1950/51 · 
1951/52 · 
1952/53 · 
1953/54 · 
1954/55 · 
1955 · 
1956 · 
1957 · 
1958 · 
1959 · 
1960 · 
1961/62 · 
1962/63 · 
1963/64 · 
1964/65 · 
1965/66 · 
1966/67 · 
1967/68 · 
1968/69 · 
1969/70 · 
1970/71 · 
1971/72 · 
1972/73 · 
1973/74 · 
1974/75 · 
1975/76 · 
1976/77 · 
1977/78 · 
1978/79 · 
1979/80 · 
1980/81 · 
1981/82 · 
1982/83 · 
1983/84 · 
1984/85 · 
1985/86 · 
1986/87 · 
1987/88 · 
1988/89 · 
1989/90 · 
1990/91